# Bajary (rejon dokszycki)
Bajary (biał. Баяры; ros. Бояры, Bojary) – wieś na Białorusi, w obwodzie witebskim, w rejonie dokszyckim, w sielsowiecie Biehomla. W 2009 roku liczyła 41 mieszkańców.